# 科沃

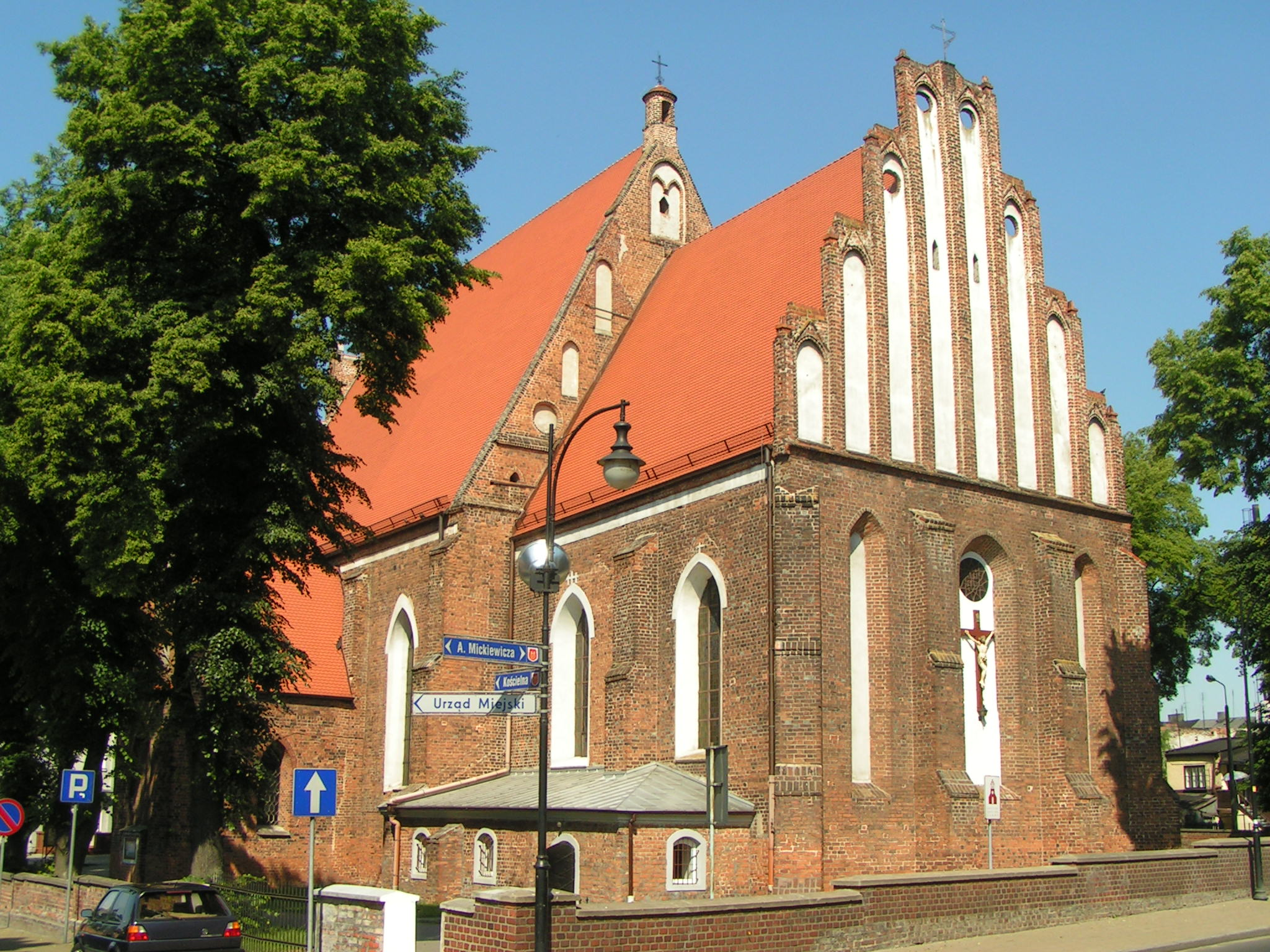

科沃（發音：[ˈkɔwɔ]）是波蘭的城鎮，位於該國中部，距離首府波茲南約130公里，由大波蘭省負責管轄，始建於十三世紀，面積13.85平方公里，海拔高度110米，2006年人口23,034。

## 外部連結
- Koło official website Archive.today的存檔，存档日期2012-12-04

52°12′N 18°39′E / 52.200°N 18.650°E